# 충청남도선거관리위원회
충청남도선거관리위원회(忠淸南道選擧管理委員會)는 충청남도의 선거를 담당하는 기관이다. 충청남도 홍성군 홍북읍 충남대로 45, 정부충남지방합동청사(4층~5층)에 위치하고 있다. 충청남도선거관리위원회의 위원은 국회의원의 선거권이 있고 정당원이 아닌 자 중에서 국회에 교섭단체를 구성한 정당이 추천한 사람과 당해 지역을 관할하는 지방법원장이 추천하는 법관 2인을 포함한 3인과 교육자 또는 학식과 덕망이 있는 자 중에서 3인을 중앙선거관리위원회가 위촉하며, 위원장은 당해 선거관리위원회위원 중에서 호선한다.

## 조직

### 위원 선정
- 국회의원의 선거권이 있고 정당원이 아닌 자 중에서 국회에 교섭단체를 구성한 정당이 추천한 사람과, 당해 지역을 관할하는 지방법원장이 추천하는 법관 2인을 포함한 3인과, 교육자 또는 학식과 덕망이 있는 자 중에서 3인을 중앙선거관리위원회가 위촉하며, 위원의 임기는 6년이다.
- 위원장은 위원회의에서 호선하며 지방법원장이 위원장으로 선출되는 것이 관례이고, 상임위원은 중앙선거관리위원회에서 지명한다.

### 비상임위원(6인)

#### 사무처

##### 사무처장
- 총무과
- 선거과
- 지도과
- 홍보과

## 소속 선거관리위원회
- 천안시서북구선거관리위원회
- 천안시동남구선거관리위원회
- 공주시선거관리위원회
- 보령시선거관리위원회
- 아산시선거관리위원회
- 서산시선거관리위원회
- 논산시선거관리위원회
- 계룡시선거관리위원회
- 당진시선거관리위원회
- 금산군선거관리위원회
- 부여군선거관리위원회
- 서천군선거관리위원회
- 청양군선거관리위원회
- 예산군선거관리위원회
- 홍성군선거관리위원회
- 태안군선거관리위원회